# Момчил Карамитев
Момчил Апостолов Карамитев, известен на Запад като Макс Фрийман (на английски: Max Freeman), е български и американски режисьор и актьор.

## Биография
Роден е през октомври 1960 г. в град София в семейството на българския актьор Апостол Карамитев и актрисата Маргарита Дупаринова. Има сестра Маргарита Карамитева, която също е била актриса, а понастоящем живее в Канада.
Момчил Апостолов Карамитев завършва кино- и телевизионна режисура в Рим при проф. Анджело Д'Алесандро, Масимо Мида, Алберто Марама и Пиеро Спила. Преди това е завършил актьорско майсторство в НАТФИЗ Кръстьо Сарафов в класа на проф. Надежда Сейкова и доц. Елена Баева през 1986 г.
След това участва в практическия курс на Сюзан Страсберг в Рим и в Academia D'Arte Dramatica Silvio D'Amico.
През 90-те години специализира кинорежисура и кинодраматургия в Ню Йорк Юниверсити в Ню Йорк.
Започва да работи като професионалист в театри, кино- и телевизионни продукции от 1984. После се премества в Лос Анджелис, където работи по ниско и високо бюджетни международни и американски филми. Момчил Апостолов Карамитев е режисьор на документалните филми „Ангелогласният обединител“ – за патриарх Неофит, продуцент БНТ-Белла Карагьозова, „Апостол – силата на Духа“, продуцент БНТ-Ирена Маринова, „Апостол Карамитев“ – носител на наградата на Българската филмова академия през 2011 за най-добър телевизионен филм и на множество международни награди, „По пътя на предците ни в Окситания“, за който получава награда за режисура и множество международни награди, включително в Лос Анджелис, Ванкувър и Азия. Понастоящем живее в България и работи с БНТ и НФЦ.

## Телевизионен театър
- „Диоген“ (1989) (Владимир Константинов, реж. Хачо Бояджиев)

## Филмография

### Като режисьор
| Година | Филм                                                                      | Жанр           | Продукция         | Бележки                                                       |
| ------ | ------------------------------------------------------------------------- | -------------- | ----------------- | ------------------------------------------------------------- |
| 2024   | Ангелогласният обединител                                                 | документален   | БНТ               | и сценарист, за патриарх Неофит                               |
| 2024   | Вариации за цигулка                                                       | игрални новели | НФЦ               | по Сергей Комитски                                            |
| 2023   | Апостол - Силата на Духа                                                  | документален   | БНТ               | съсценарист и сърежисьор с Олег Ковачев, за Апостол Карамитев |
| 2016   | По стъпките на предците ни в Окситания / Trace Our Ancestors in Occitanie | документален   |                   | и сценарист                                                   |
| 2010   | Апостол Карамитев                                                         | документален   |                   | и сценарист, за Апостол Карамитев                             |
| 1998   | Застраховката / L'assicurazione                                           | игрален        | Италия / България |                                                               |

### Като актьор
| Година      | Филми и сериали                                                     | Серии  | Копродукции                | Роля                                                                 |
| ----------- | ------------------------------------------------------------------- | ------ | -------------------------- | -------------------------------------------------------------------- |
| 2018        | Caravaggio and My Mother the Pope                                   |        |                            | Кардинал Бароний                                                     |
| 2014        | Знакът на българина                                                 | 6      |                            | Калин Хаджийски, езотерика (в V серия)                               |
| 2003 – 2013 | По съвест (Un caso di coscienza) Подозрения (алтернативно заглавие) | 30     | Италия/България            | Стефано Фиорило (в XXI серия „Nessun responsabile“ – 2009)           |
| 2008        | Вътрешен глас                                                       |        |                            | мъжът с тъмни очила                                                  |
| 2007        | Кратка история                                                      |        |                            | бащата на Аспарух                                                    |
| 2006        | Ваш даскал Апостол                                                  |        |                            | себе си                                                              |
| 2005 –      | Кости (Bones)                                                       | 245... | САЩ                        | Артър (в V серия „A Boy in a Bush“ - 2005, не е вписан в субтитрите) |
| 2005        | Илюзия на играта (Hit Me)                                           |        | САЩ                        | Йергей, руски гангстер                                               |
| 2004        | Star Trek: The Experience – Borg Invasion 4D                        |        | САЩ                        | участник в търга                                                     |
| 2004        | Рай (Paradise)                                                      |        | Швейцария/САЩ              | сянката                                                              |
| 1998 – 2000 | Закони на войната (Martial Law)                                     | 44     | САЩ                        | Томи (в XXXII серия „Sammo Claus“ – 2009)                            |
| 1998        | Застраховката (L'assicurazione)                                     |        | Италия/България            | Стефо Ликина                                                         |
| 1997        | Рекет (Il Racket)) Гражданинът въстава – (алтернативно заглавие)    | 6      | Италия                     | Оресте                                                               |
| 1996        | Приятелите на Емилия                                                |        | България/Франция/Швейцария | приятелят, който идва посред нощ                                     |
| 1992        | Луди страхливци (Mutande pazze)                                     |        | Италия                     | младежа                                                              |
| 1991        | Дали (Dalí)                                                         |        | Испания/България           | журналистът                                                          |
| 1989        | 1952: Иван и Александра                                             |        |                            |                                                                      |
| 1989        | Тест '88                                                            |        |                            |                                                                      |
| 1988        | Време на насилие                                                    |        |                            | Момчил, син на Манол и съпруг на Елица                               |
| 1988        | Време разделно                                                      | 2      |                            | Момчил, син на Манол и съпруг на Елица                               |
| 1987        | Копнежи по белия път                                                |        |                            | учител                                                               |
| 1987        | Само ти, сърце...                                                   |        |                            | Вежен                                                                |
| 1987        | Човек на паважа                                                     |        |                            |                                                                      |
| 1986        | Ешелоните                                                           |        |                            |                                                                      |
| 1985        | Смъртта може да почака                                              |        |                            | Стефо (Стефан)                                                       |
| 1984        | В името на народа (тв сериал)                                       | 8      |                            | войник                                                               |
| 1984        | Опасен чар (тв)                                                     |        |                            |                                                                      |